# Eriosyce islayensis
Eriosyce islayensis (C.F.Först.) Katt. è una pianta succulenta appartenente alla famiglia delle Cactaceae.

## Descrizione
La pianta è dotata di una radice a fittone. Il fusto non supera i 10 centimetri d'altezza ed è costituito da tubercoli che variano da verde a bruno scuro che crescono numerose spine robuste, di colore grigie o nere. I fiori sono rari e solitari e si presentano chiari e gialli. Il frutto è rosa.

## Distribuzione e habitat
La specie è diffusa in Perù e nel Cile settentrionale.
Cresce in ambienti aridi e ostili.